# Guillaume Florent
Guillaume Florent (ur. 13 października 1973 w Dunkierce) – francuski żeglarz sportowy, brązowy medalista olimpijski.
Trzykrotnie startował w igrzyskach olimpijskich. Brązowy medalista igrzysk w 2008 roku w klasie Finn.